# Barrán (Piñor)
Barrán (llamada oficialmente San Xoán de Barrán) es una parroquia y un lugar del municipio español de Piñor, en la provincia de Orense, Galicia.

## Toponimia
La parroquia también es conocida por el nombre de San Juan de Barrán.

## Organización territorial
La parroquia está formada por ocho entidades de población:
- Arenteiriño
- Arenteiro
- Barrán
- Piñor, que abarca los lugares de:
  - Albarona
  - Fontelo
  - Piñor
- Senderiz
- Senra

## Demografía

### Parroquia
| Gráfica de evolución demográfica de Barrán (parroquia) entre 2000 y 2023 |
|                                                                          |
| Datos según el nomenclátor publicado por el INE.                         |

### Lugar
| Gráfica de evolución demográfica de Barrán (lugar) entre 2000 y 2023 |
|                                                                      |
| Datos según el nomenclátor publicado por el INE.                     |